# 스튜어트 리틀 (영화 시리즈)
《스튜어트 리틀》(영어: Stuart Little)은 1945년 E. B. 화이트가 출간한 동명 어린이 소설을 바탕으로 만들어진 실사와 애니메이션 혼합 영화 프랜차이즈로, 컬럼비아 픽처스가 배급하였다.

## 영화

### 스튜어트 리틀 (1999년)
스튜어트(마이클 J. 폭스 목소리)는 인간 가족에게 입양된 쥐다. 새 부모(지나 데이비스, 휴 로리 분)는 스튜어트를 맞이하여 기뻐하지만 다른 모든 사람들은 그렇지가 않다. 스튜어트는 일련의 모험을 통해 결국 형 조지(조너선 리프니키 분)로부터는 사랑을, 리틀가 친척들로부터는 인정을, 스튜어트를 죽이고 싶어하던 골목 고양이 조직 단원인 집고양이 스노벨(네이선 레인 목소리)로부터는 마지 못한 아량을 얻어낸다.

### 스튜어트 리틀 2 (2002년)
속편에서 스튜어트(마이클 J. 폭스 목소리)와 형 조지(조너선 리프니키 분)는 함께 학교에 다니지만 어머니(지나 데이비스 분)는 스튜어트에게 스스로를 돌볼 능력이 있다고 생각하지 않는 것 같다. 나중에 스튜어트는 마걸로(멜러니 그리피스 목소리)란 이름을 가진 새와 마주치고, 의도치 않게 사악한 더 팰컨(제임스 우즈 목소리)으로부터 마걸로를 구한 뒤 반해버린다. 그러나 어느 날 마걸로가 온데간데없이 사라지자 스튜어트는 스노벨(네이선 레인 목소리)과 함께 마걸로를 찾아나선다.

### 스튜어트 리틀 3 (2005년)
세 번째 영화에서 스튜어트(마이클 J. 폭스 목소리)와 가족은 가상의 갈런드 호숫가 오두막에서 여름 휴가를 보낸다. 스튜어트는 자신을 항상 지켜볼 필요가 없다는 것을 어머니(지나 데이비스 목소리)에게 증명하기 위해 호수 스카우트에 들어간다. 곧 스튜어트는 스컹크 리코(웨인 브레이디 목소리)를 만나 친구가 된다. 그러나 더 비스트(버지니아 매드슨 목소리)라는 사나운 퓨마가 스노벨(케빈 숀 목소리)을 잡아먹으려고 음모를 꾸미고, 스튜어트는 스노벨을 구하기 위해 모든 용기를 쥐어짠다.

### 리부트 가능성
2015년 트래킹 보드와 짐비오는 소니 픽처스 애니메이션과 레드 왜건 엔터테인먼트에서 더글러스 윅과 루시 피셔가 다시 제작자를 맡는 새 스튜어트 리틀 영화를 개발 중이라고 보도했다. 첫 영화 두 편과 비슷하게 실사와 컴퓨터 애니메이션 조합으로 구성될 예정이다. 리부트 영화는 이전 영화 속편이 아니며, 존 휴스 영화류가 될 것이라고 한다. 이 영화는 이전 영화보다 E. B. 화이트 원작 소설에 보다 충실할 것이라고 발표되었으며, 원래는 2018년이나 2019년에 개봉 예정이었다. 2023년 현재 영화 진행 상태는 알려져 있지 않다.
2023년 10월 3일, 소니 픽처스 텔레비전 키즈에서 애니메이션 시리즈 리부트 제작을 진행 중이라는 기사가 나왔다.

## 비디오 게임
다양한 스튜어트 리틀 비디오 게임이 제작되었으나 대부분 영화에 기초를 두었다. 1999년 영화 《스튜어트 리틀》을 바탕으로 한 Stuart Little: The Journey Home은 2001년 게임보이 컬러 전용으로 출시되었다. 2002년 《스튜어트 리틀 2》를 기반으로 한 게임이 플레이스테이션, 게임보이 어드밴스 및 마이크로소프트 윈도우 용으로 출시되었다. 세 번째 게임 Stuart Little 3: Big Photo Adventure는 2005년 플레이스테이션 2 전용으로 독점 출시되었으며, 영화 《스튜어트 리틀 3》과는 관련이 없다.

## 반응

### 평가
| 영화                | 로튼 토마토         | 메타크리틱   |
| ------------------- | ------------------- | ------------ |
| 《스튜어트 리틀》   | 66% (평 97개)       | 61 (평 32개) |
| 《스튜어트 리틀 2》 | 81% (평 123개)      | 66 (평 29개) |
| 《스튜어트 리틀 3》 | 알 수 없음 (평 1개) | 알 수 없음   |

### 박스 오피스 성적
| 영화                | 출시일           | 수익             | 수익             | 수익             | 예산             | 참조 |
| 영화                | 출시일           | 미국과 캐나다    | 기타 지역        | 전세계           | 예산             | 참조 |
| ------------------- | ---------------- | ---------------- | ---------------- | ---------------- | ---------------- | ---- |
| 《스튜어트 리틀》   | 1999년 12월 17일 | 140,035,367 달러 | 160,100,000 달러 | 300,135,367 달러 | 133,000,000 달러 | -    |
| 《스튜어트 리틀 2》 | 2002년 7월 19일  | 64,956,806 달러  | 105,000,000 달러 | 169,956,806 달러 | 120,000,000 달러 | -    |
| 《스튜어트 리틀 3》 | 2005년 10월 11일 | 11,445,924 달러  | 알 수 없음       | 11,445,924 달러  | 알 수 없음       | -    |
| 합계                | 합계             | 216,438,097 달러 | 265,100,000 달러 | 481,538,097 달러 | 253,000,000 달러 | -    |

## 배역
| 캐릭터               | 영화                     | 영화                | 영화                |
| 캐릭터               | 《스튜어트 리틀》        | 《스튜어트 리틀 2》 | 《스튜어트 리틀 3》 |
| 캐릭터               | 1999년                   | 2002년              | 2005년              |
| -------------------- | ------------------------ | ------------------- | ------------------- |
| 스튜어트 리틀        | 마이클 J. 폭스           | 마이클 J. 폭스      | 마이클 J. 폭스      |
| 엘리너 리틀 부인     | 지나 데이비스            | 지나 데이비스       | 지나 데이비스       |
| 프레더릭 리틀 씨     | 휴 로리                  | 휴 로리             | 휴 로리             |
| 조지 리틀            | 조너선 리프니키          | 조너선 리프니키     | 코리 패드노스       |
| 마사 리틀            |                          | 애나와 애슐리 홀록  | 크레디트 불명       |
| 스노벨               | 네이선 레인              | 네이선 레인         | 케빈 숀             |
| 몬티                 | 스티브 잔                | 스티브 잔           | 리노 로마노         |
| 스모키               | 채즈 팰민테리            |                     |                     |
| 레지널드 스타우트    | 브루노 커비              |                     |                     |
| 커밀 스타우트        | 제니퍼 틸리              |                     |                     |
| 백부 크렌쇼 리틀     | 제프리 존스              |                     |                     |
| 러키                 | 짐 두건                  |                     |                     |
| 레드                 | 데이비드 앨런 그리어     |                     |                     |
| 키퍼 부인            | 줄리아 스위니            |                     |                     |
| 백모 티나 리틀       | 코니 레이                |                     |                     |
| 백모 비어트리스 리틀 | 앨리스 비즐리            |                     |                     |
| 사촌 에드거 리틀     | 브라이언 도일머리        |                     |                     |
| 할머니 에스텔 리틀   | 에스텔 게티              |                     |                     |
| 할아버지 스펜서 리틀 | 해럴드 굴드              |                     |                     |
| 백부 스트레치 리틀   | 패트릭 토머스 오브라이언 |                     |                     |
| 앤턴                 | 마일스 마시코            |                     |                     |
| 마걸로               |                          | 멜러니 그리피스     |                     |
| 더 팰컨              |                          | 제임스 우즈         |                     |
| 윌 파월              |                          | 마크 존 제프리스    |                     |
| 리코                 |                          |                     | 웨인 브레이디       |
| 더 비스트            |                          |                     | 버지니아 매드슨     |
| 단장 비클            |                          |                     | 피터 맥니콜         |
| 브룩                 |                          |                     | 태라 스트롱         |